# Vekunta botelensis
Vekunta botelensis är en insektsart som beskrevs av Matsumura 1940. Vekunta botelensis ingår i släktet Vekunta och familjen Derbidae. Inga underarter finns listade i Catalogue of Life.